# Отмар Пурчер
Отмар Пурчер (на немски: Othmar Purtscher) е австрийски офталмолог.

## Биография
Пурчер е роден през 1852 година в Тирол, Австрия. Получава медицинското си образование в Университета в Инсбрук. След дипломирането си специализира в Париж, Лондон и Берлин, където провежда клинични проучвания в областта на патоанатомията. След завръщането си в Австрия Пуртшер работи в клиниката на водещия виенски лекар фон Арлт и асистента му Ернст Фукс. Връх в кариерата му е основаната от него в Клагенфурт очна клиника, където той се оформя като водещ хирург-офталмолог в Австрия и работи до пенсионирането си.

## Научна дейност
Заслугите му към офталмологията са не само клинично-практически, но и научни. Пурчер описва дългосрочните ефекти на вътреочните медни (Cu) чужди тела, описва някои особени форми на очна катаракта и най-вече дефинира особеностите на травматичната ретинопатия, наречена в негова чест на името му.
- Ретинопатия на Пурчер – зони на ретинална бледост, хеморагии и оток на зрителния нерв, описвани след компресивни наранявания на главата или гръдния кош. Субективната находка варира от лека до пълна загуба на зрение на едното или двете очи.